# Santíssim Misteri de Cervera
El Sant Misteri de Cervera o Santíssim Misteri de Cervera és la festa major d'hivern de Cervera i commemora un fet esdevingut en 1540 i relacionat amb les relíquies de la Vera Creu. Té lloc el capvespre el 5 de febrer, vigília de la festivitat, i el dia 6 de febrer. És declarada Festa Patrimonial d'Interès Nacional.
Al segle xvi, el rector Jaume Albesa va dur a Cervera un fragment de la Vera Creu de Crist que li hauria llegat un soldat vingut de Roma. Alhora, al veí poble del Tarròs també hi havia una relíquia de la Creu, que es feia servir per guarir malalts. La llegenda diu que un d'aquests va afirmar que la relíquia del Tarròs no era autèntica i la de Cervera sí. Davant d'això, el rector de Tarròs, Joan Mongay, se’n va anar a Cervera per demanar una estella de la Vera Creu.
El 6 de febrer de 1540, atenent aquesta petició, mossèn Albesa hauria intentat partir la creu cerverina amb un ganivet, sense sortir-se’n. Mongay va suggerir de fer-ho amb les mans i la força de la pregària i la fe: llavors va aconseguir partir una estella de la creu, d'on en caigué una gota de sang que es va dividir en tres (significant la Santíssima Trinitat). En aquell moment, tot i que feia un dia totalment serè, es va sentir un tro tan fort que els cerverins, esgarrifats, van sortir al carrer cridant "Misteri!".
Molts van creure llavors en l'autenticitat de la creu i van escampar la nova, que va provocar que gent de totes les contrades acudís a Cervera perquè la Vera Creu guarís els seus mals.
Al vespre del dia 5 i el matí del dia 6, el poble interpreta les Completes del Santíssim Misteri, una cantata de caràcter religiós i popular amb un text litúrgic originari de l'edat mitjana i música de la segona meitat del segle xix, obra dels mestres de capella Joan Pont i Salvador Vidal. La tradició ha anat evolucionant des d'un acte de caràcter litúrgic cap a un concert religiós d'una obra simfònica i coral amb participació de solistes que correspon a unes antífones de l'exaltació de la creu.
En els actes hi participa el seguici festiu de la ciutat amb les Timbales de la ciutat (originals del segle xviii), portades per Heralads vestits de gramalla amb l'escut històric de la ciutat, els Macers, la Senyera de la ciutat i l'Àliga () fent el seu ball protocol·lari després de les Completes. L'Àliga documentada des del Corpus de 1423 a la Festa del Santíssim Misteri de 1913, s'estrena la figura recuperada per la festa el 2013.
A banda dels actes pròpiament religiosos, actes de caràcter lúdic i festiu conformen el que és la festa major petita de la ciutat, amb teatre, música, ball i exposicions diverses. Hi destaca el concert de música tradicional, Misteri Folk organitzat per l'Agrupació Seny Major i l'Aula de Sons-Xarxa d'Espais de Música tradicional de la Segarra i Urgell.

## Història
Des del 1540 se celebra a Cervera una festa en commemoració del misteri de la Vera Creu. Els fets esdevingueren el dia 5 de febrer de 1540, quan en el marc de l'església parroquial de Santa Maria es va intentar partir un fragment d'un tros de l'autèntica creu en què Crist havia mort. Aquest tros de la Vera Creu va arribar a Cervera de mans de mossèn Jaume Albesa, que l'havia rebut d'un soldat vingut de Roma, quan ell era a Martorell. El soldat li havia donat al sacerdot amb la condició que si es refeia de la malaltia li tornés. Com que el soldat va morir, mossèn Albesa es va quedar la relíquia i se la va emportar a Cervera quan hi va tornar.
Al mateix temps, al poble del Tarròs, situat a uns quaranta quilòmetres de Cervera, es feien cures miraculoses aplicant un fragment de la Vera Creu als malalts. Un d'aquests malalts va afirmar que aquesta relíquia no era autèntica però sí que ho era el 'Lignum' de Cervera. De manera que el rector del Tarròs, mossèn Joan Mongay, va venir a Cervera per demanar a mossèn Albesa un trosset de la Vera Creu.
Així, el dia 6 de febrer de 1540 es van reunir a les 3 de la tarda a la parròquia de Santa Maria, dins la capella de Sant Nicolau on estava custodiat el 'Lignum Crucis', deu persones, entre clergues i seglars, per tal de donar fe de la partició de la fusta. Fou una feina en va. Després d'intentar-ho amb un ganivet, tant mossèn Albesa com mossèn Domènec Mateu i mossèn Bartolomé Amorós, tots sense aconseguir-ho, el rector del Tarrós va suggerir que es fes amb les mans, només amb la força de la pregària i de la fe. El seu consell fou efectiu. Amb les mans mossèn Amorós va aconseguir partir el tros de fusta, d'on en caigué una gota de sang que es va dividir en tres. En aquell mateix moment, i tot i ser una tarda completament serena, es va escoltar un fort tro a tota la vila. La gent, esgarrifada, va sortir al carrer tot cridant: "Misteri !!!".
Els capellans i civils que estaven presents a la parròquia es van assegurar que la sang que havia caigut no era de mossèn Amorós ni de cap altra persona, sinó que havia brollat del fragment partit de fusta. Molt aviat les facultats curatives de la relíquia s'estengueren per tot arreu. Venia gent de més enllà de les nostres contrades només per a guarir-se dels mals amb els seus poders miraculosos.
L'any 1619, concretament el 17 de setembre, el reliquiari de la Vera Creu fou robat de la capella de Sant Nicolau. Es va cridar a sometent perquè tot Cervera anés a la recerca dels lladres. Poc temps després, un noi de la ciutat, Josep Balaguer, va reconèixer, sota secret de confessió, que ell havia comès el crim per ordre del seu pare, que ho havia fet per poder cobrar després la recompensa. Aclarits els fets, el fill fou condemnat a la pena d'assots i desterrament de Catalunya a perpetuïtat, mentre que el seu pare fou condemnat a mort i el seu cap exposat dins una gàbia de ferro penjada a l'entrada de l'església de Santa Maria, on encara avui es pot contemplar. La festa desenvolupa la seva estructura ritual actual a partir dels segles xviii i xix.
El 1844-45 s'estrenen unes noves Completes, compostes en honor del Santíssim Misteri i que han perdurat fins als nostres dies per la seva popularitat.
En el segle xx, el 1915, el reliquiari fou tornat a robar juntament amb una sèrie de joies votives sense que aquesta vegada, però, s'hagi tornat a trobar. Davant la impossibilitat de recuperar la peça, el 27 d'abril de 1917, per mitjà del bisbe de Solsona, Vidal i Barraquer, es va demanar al sant pare de Roma la possibilitat de poder rebre un altre fragment de la Vera Creu per substituir el robat, cosa que el papa Benet XV els va atorgar i així, des del dia 5 de febrer de 1918, es torna a celebrar la festivitat del Santíssim Misteri a Cervera.
En els últims anys la festa s'ha revaloritzat socialment, esdevenint el Cant de les Completes de la vigília de la festa com a gran acte principal.
El 9 d'abril del 2019, el Govern de la Generalitat de Catalunya declara la Festa Major del Santíssim Misteri de Cervera com a festa patrimonial d'interès nacional.